# NFL Draft 2011
De NFL Draft is een jaarlijks terugkerend evenement waarin 32 teams uit de Amerikaanse NFL, de nationale American Football League, de kans krijgen vers talent, dat veelal vanuit de universiteiten afkomt, toe te voegen aan hun selectie. De draft duurt twee dagen en vindt traditiegetrouw plaats achter in de maand april.

## 2011 NFL Draft
De Carolina Panthers beschikten over de first overall pick. Na een 2-14 record. De panthers hadden een matige startende quarterback en waren op zoek naar een nieuwe, deze vonden ze in Heisman Trophy winnaar Cam Newton, die zijn universitaire carrière afrondde bij de Auburn Tigers, waarmee hij tevens het nationale kampioenschap gewonnen had.

## Eerste Ronde
| Pick | Team                 | Pos | Speler             | College                           |
| ---- | -------------------- | --- | ------------------ | --------------------------------- |
| #1   | Carolina Panthers    | QB  | Cam Newton         | Auburn universiteit               |
| #2   | Denver Broncos       | LB  | Von Miller         | Texas A&M                         |
| #3   | Buffalo Bills        | DT  | Marcell Darreus    | University of Alabama             |
| #4   | Cincinnati Bengals   | WR  | AJ Green           | University of Oklahoma            |
| #5   | Arizona Cardinals    | CB  | Patrick Peterson   | LSU                               |
| #6   | Atlanta Falcons      | WR  | Julio Jones        | University of Alabama             |
| #7   | San Francisco 49ers  | LB  | Aldon Smith        | University of Missouri            |
| #8   | Tennessee Titans     | QB  | Jake Locker        | University of Washington          |
| #9   | Dallas Cowboys       | OL  | Tyron Smith        | University of Southern California |
| #10  | Jacksonville Jaguars | QB  | Blaine Gabbert     | University of Missouri            |
| #11  | Houston Texans       | DE  | JJ Watt            | Universiteit van Wisconsin        |
| #12  | Minnesota Vikings    | QB  | Christian Ponder   | Florida State University          |
| #13  | Detroit Lions        | DT  | Nick Fairley       | Auburn universiteit               |
| #14  | St. Louis Rams       | DT  | Robert Quinn       | University of North Carolina      |
| #15  | Miami Dolphins       | C   | Mike Pauncey       | University of Florida             |
| #16  | Washington Redskins  | DE  | Ryan Kerrigan      | Purdue                            |
| #17  | New England Patriots | T   | Nate Solder        | University of Colorado            |
| #18  | San Diego Chargers   | DT  | Corey Liuget       | University of Illinois            |
| #19  | New York Giants      | CB  | Prince Amukamara   | University of Nebraska            |
| #20  | Tampa Bay Buccaneers | DE  | Adrian Clayborn    | University of Iowa                |
| #21  | Cleveland Browns     | DT  | Phil Taylor        | Baylor University                 |
| #22  | Indianapolis Colts   | OT  | Anthony Castonzo   | Boston College                    |
| #23  | Philadelphia Eagles  | OG  | Danny Watkins      | Baylor University                 |
| #24  | New Orleans Saints   | DE  | Cameron Jordan     | University of California          |
| #25  | Seattle Seahawks     | OT  | James Carpenter    | University of Alabama             |
| #26  | Kansas City Chiefs   | WR  | Jonathan Baldwin   | University of Pittsburgh          |
| #27  | Baltimore Ravens     | CB  | Jimmy Smith        | University of Colorado            |
| #28  | New Orleans Saints   | RB  | Mark Ingram        | University of Alabama             |
| #29  | Chicago Bears        | OT  | Gabe Carimi        | Universiteit van Wisconsin        |
| #30  | New York Jets        | DE  | Muhammad Wilkerson | Temple University                 |
| #31  | Pittsburgh Steelers  | DE  | Cameron Heyward    | Ohio State University             |
| #32  | Green Bay Packers    | OT  | Derek Sherrod      | Mississippi State University      |